# Rejara
Rejara  ist eine Ortschaft im Departamento Tarija im südamerikanischen Anden-Staat Bolivien.

## Lage im Nahraum
Rejara ist zentraler Ort des Kanton Rejara im Municipio Padcaya in der Provinz Aniceto Arce. Die Ortschaft ist eine Streusiedlung, ihr Kern liegt auf einer Höhe von 3019 m  an einem rechten Zufluss zum Río Camacho, der 65 Kilometer weiter flussabwärts an der Stadt Valle de Concepción (früher: Uriondo) vorbeifließt und in den Río Nuevo Guadalquivir mündet, der weiter unterhalb den Namen Río Tarija trägt. 

## Geographie
Rejara im südlichen Bolivien wenige Kilometer östlich des biologischen Schutzgebietes der Cordillera de Sama im Übergang zum bolivianischen Chaco-Tiefland, etwa zehn Kilometer nördlich der Grenze zu Argentinien.
Die mittlere Durchschnittstemperatur der Region liegt bei 13,5 °C (siehe Klimadiagramm Padcaya), die monatlichen Durchschnittswerte schwanken zwischen 9 °C im Juni und Juli und 17 °C im Dezember und Januar. Der Jahresniederschlag beträgt 630 mm, bei einer ausgeprägten Trockenzeit von Mai bis September mit Monatsniederschlägen unter 10 mm, und einer Feuchtezeit von Dezember bis Februar mit Monatsniederschlägen deutlich über 100 mm.

## Verkehrsnetz
Rejara liegt in einer Entfernung von 91 Straßenkilometern südlich von Tarija, der Hauptstadt des Departamentos.
Von der Tarija aus führt die asphaltierte Nationalstraße Ruta 1 nach Südosten in Richtung auf die Städte Padcaya und Bermejo. Nach siebzehn Kilometern zweigt von der Hauptstraße die asphaltierte Ruta 45 nach Westen ab, überquert nach fünf Kilometern das Tal des Río Nuevo Guadalquivir und erreicht nach drei Kilometern die Ortschaft Valle de Concepción. Von dort führt sie als unbefestigte Landstraße in südwestlicher Richtung weiter und erreicht über Chocloca, und Juntas die Ortschaft Chaguaya. Hier führt die Ruta 45 asphaltiert weiter in südöstlicher Richtung, eine unbefestigte Landstraße bleibt am linken, westlichen Ufer des Río Camacho und stößt dann in Camacho auf die noch in Planung befindliche Ruta 28, die weiter flussaufwärts an La Huerta und Queñahuayco vorbeiführt und dann in westlicher Richtung nach Villazón hin abzweigt. Von Queñahuayco aus führt eine unbefestigte Landstraße zur argentinischen Grenze und erreicht Rejara nach zwölf Kilometern.

## Bevölkerung
Die  Einwohnerzahl der Ortschaft ist in den vergangenen beiden Jahrzehnten deutlich zurückgegangen:
| Jahr | Einwohner | Quelle       |
| ---- | --------- | ------------ |
| 1992 | 372       | Volkszählung |
| 2001 | 400       | Volkszählung |
| 2012 | 212       | Volkszählung |
| 2024 |           | Volkszählung |